# La Antígona
La Antígona es un medio periodístico digital de Perú que busca dar visibilidad a la población vulnerable del país, como las mujeres y personas LGBT+.
Fue fundado en abril de 2020 por Zoila Antonio Benito, Emma Ramos, Johanna Gallegos, Melanie Soca, Alessandra Diaz, Begoña Angobaldo y Brenda Baccalini. El nombre fue inspirado en un personaje de mitología griega llamado Antígona, considerado un símbolo feminista. En junio de 2021 este medio se constituyó como asociación sin fines de lucro y forma parte de la Coalición LATAM, RedLeal y la Red para la Diversidad en el Periodismo Latinoamericano.

## Línea editorial
El trabajo periodístico de este medio se caracteriza por su tratamiento informativo con enfoque de género. Entre sus formatos, se encuentra el sonoro y visual.
Su tipo de contenido aborda temas de sociedad y derechos humanos, género, pueblos indígenas, racismo, feminismos, LGBTIQ+, minorías étnicas, diversidad, equidad, inclusión y migración.
Las técnicas periodísticas más utilizada por el médico son la cobertura de eventos, periodismo participativo, periodismo transfronterizo y periodismo colaborativo.

## Premios y reconocimientos
- Premios Comunica 2022[4]otorgado el 20 de noviembre por la Facultad de Ciencias y Artes de la Comunicación de la Pontificie Universidad Católica del Perú.
- Zoila Antonia Benito fue beneficiaria del Fund for Women Journalists de International Wome´s Media Foundation en 2022.[5]
- Invitación por CEPIA, institución de Brasil, para participar en Diálogos latinoamericanos para la democracia y los derechos humanos de las mujeres en noviembre de 2023.[6]
- Miembro de la Coalición LATAM desde mayo de 2021, el cual le ha permitido realizar periodismo colaborativo con medios digitales de Latinoamérica.[7]